# Providence Steam Roller
Los Providence Steam Roller (también conocidos como los Providence Steam Rollers, los Providence Steamroller y los Providence Steamrollers) fueron un equipo profesional de fútbol americano con sede en Providence, Rhode Island en la National Football League de 1925 a 1931. Los Steam Roller ganaron el campeonato de la NFL de 1928 y poseen la distinción de ser el último equipo en ganar un campeonato de la liga y ya no estar en la misma. El equipo fue fundado en 1916, pero no se unió a la NFL hasta 1925. La mayor parte de sus partidos como locales fueron realizados en un estadio de 10,000 butacas construido para carreras en bicicleta llamado el Cyclodome.
Los Steam Roller fueron los anfitriones del primer partido nocturno de la NFL el día 6 de noviembre de 1929 perdiendo con los Chicago Cardinals por 16-0.
Debido a los problemas financieros relacionados con la Gran Depresión, el equipo suspendió sus operaciones después de la temporada de 1931. Nunca volvieron a jugar un partido y se retiraron de la liga de manera oficial en 1933. Sin embargo, el nombre fue revivido por Pearce Johnson, uno de los fundadores originales del equipo. Los subsiguientes Steamrollers jugaron de manera intermitente hasta 1964 como un equipo semi-profesional, de ligas menores y como equipo independiente.

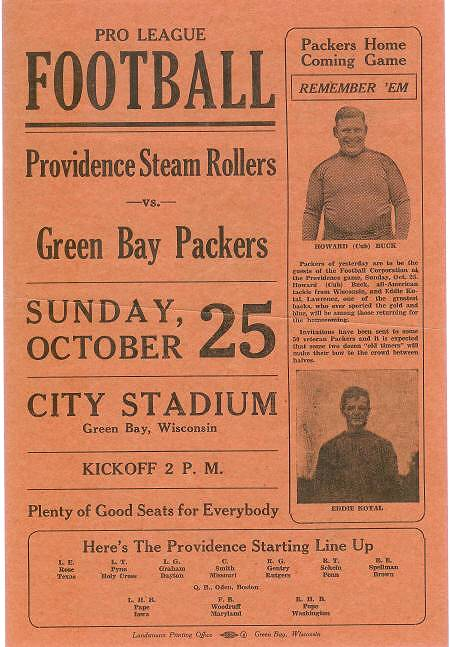
Programa de 1931 entre los "Steam Rollers" y los Green Bay Packers.

El nombre de nuevo fue revivido en 1988 por un equipo de la Arena Football League, los New England Steamrollers.

## Miembros delSalón de la Fama
- Jimmy Conzelman
- Fritz Pollard

## Temporada por temporada
| Año  | V | D | E | Posición Final | Entrenador        |
| ---- | - | - | - | -------------- | ----------------- |
| 1925 | 6 | 5 | 1 | 10.º           | Archie Golembeski |
| 1926 | 5 | 7 | 1 | 11.º           | Jim Laird         |
| 1927 | 8 | 5 | 1 | 5.º            | Jimmy Conzelman   |
| 1928 | 8 | 1 | 2 | 1º             | Jimmy Conzelman   |
| 1929 | 4 | 6 | 2 | 8.º            | Jimmy Conzelman   |
| 1930 | 6 | 4 | 1 | 5.º            | Jimmy Conzelman   |
| 1931 | 4 | 4 | 3 | 6.º            | Ed Robinson       |